# Stadion Palestyna
Stadion Palestyna (arab. ملعب فلسطين, Malab Filastin) znajduje się w mieście Gaza w Strefie Gazy. Jest to stadion narodowy reprezentacji Palestyny w piłce nożnej. Wybudowany w 1999. Pojemność stadionu wynosi 9 000 osób. Został zbombardowany przez Izrael w dniu 1 kwietnia 2006 roku, bezpośrednio w środkowe miejsce, a obecnie jest bezużyteczny ze względu na uformowany krater. FIFA ogłosiła, że będzie finansować odbudowę.